# Aeropuerto Comandante FAP Germán Arias Graziani
El Aeropuerto de Anta, oficialmente Aeropuerto Comandante FAP Germán Arias Graziani (IATA: ATA, ICAO: SPHZ), es una terminal aérea localizada en el distrito de Anta, en la provincia de Carhuaz, en la sierra de la región Áncash. Se encuentra operado por Aeropuertos del Perú, empresa privada que tiene su concesión desde el año 2006.
Sirve a las ciudades localizadas en el valle del Callejón de Huaylas: Huaraz (20 km), Carhuaz (8 km), Caraz (25 km) y a pueblos de la zona de Conchucos. Así como para turistas con itinerarios que involucran las zonas reservadas del Parque Nacional Huascarán y de la Cordillera de Huayhuash.

## Historia
Es el principal aeropuerto de la región Áncash. Entre los años 2011 y 2012 logró duplicar la cantidad de movimiento de pasajeros, llegando a tener al año 2012 un movimiento de 13,043 pasajeros nacionales. Para 2019, esta cifra se redujo a 1000 pasajeros debido a la cancelación de todos los vuelos comerciales por parte de las aerolíneas con sede en Lima.
En 2023 tuvo lugar una ampliación importante con la inversión de US$ 17 millones que permite 2 posiciones de estacionamiento de aeronaves de clase C para aviones Boeing 737 o Airbus A320; cada PEA recibirá de 1 a 3 aviones en promedio al día. Se anunció que en julio del 2024 se reanudarían los vuelos desde Lima hacia esta ciudad con un vuelo diario de Latam Airlines.
Según CORPAC, entre julio y diciembre de 2024, se movilizaron 51.000 pasajeros a través de LATAM, que es la única aerolínea disponible. Se estima que, el aeropuerto movilice entre 100 000 y 150 000 pasajeros por año.

## Instalaciones
- Sala VIP Caral VIP Lounge
- Cajeros automáticos
- Cafetería

## Transporte
Se puede acceder al aeropuerto por carretera en 40 minutos desde Huaraz. La terminal cuenta con un servicio de bus de la empresa Aeroexpreso.

## Aerolíneas y destino

### Aerolíneas
| Aerolíneas           | Ciudades             | Aeronave | Alianza |
| -------------------- | -------------------- | -------- | ------- |
| LATAM Perú 1 destino | Nacionales: (1) Lima | A319     | N/A     |

### Destinos nacionales
| Ciudades por regiones         | Nombre del aeropuerto                 | Aerolíneas | Frecuencias por semana |
| ----------------------------- | ------------------------------------- | ---------- | ---------------------- |
| Lima (1 destino, 1 aerolínea) |                                       |            |                        |
| Lima                          | Aeropuerto Internacional Jorge Chávez | LATAM Perú | 14                     |

## Aerolíneas históricas
- Aeroperu
- Aero Continente
- Aero Cóndor
- Cielos Andinos
- LC Perú